# Lijst van staatshoofden van Noord-Korea
Het aanwijzen van het staatshoofd van Noord-Korea geeft op dit moment ruimte voor discussie. Dit door de unieke situatie die er in het land heerst. Volgens de grondwet is namelijk Kim Il-sung nog steeds staatshoofd. Hiermee is hij het enige overleden staatshoofd ter wereld. Van de nog levende machthebbers kunnen verschillende personen worden gezien als staatshoofd. Ten eerste Kim Yong-nam, de voorzitter van het presidium van de Opperste Volksvergadering. In een 'normale' communistische staat vormt die vergadering namelijk de hoogste autoriteit van het land. In Noord-Korea echter niet, daar vormt grondwettelijk gezien de Nationale Defensiecommissie het hoogste gezag. De voorzitter van deze commissie, Kim Jong-un wordt daarom in veel landen erkend als leider van Noord-Korea. Kim Jong-un vervult echter geen politieke, maar enkel militaire functies.

## Staatshoofden van Noord-Korea (1948-heden)

### Voorzitters van het Presidium van deOpperste Volksvergadering(1948-heden)
| Voorzitter | Voorzitter                | Ambtstermijn | Partij |
| ---------- | ------------------------- | ------------ | ------ |
|            | Kim Du Bong (1886-1958)   | 1948-1957    | CND    |
|            | Choi Jong Kun (1900-1976) | 1957-1972    | CND    |
|            | Kim Yong-nam (1928)       | 1998-2020    | CND    |

### President van Noord-Korea (1948-1994)
| President | President                 | Ambtstermijn | Partij |
| --------- | ------------------------- | ------------ | ------ |
|           | Kim Du Bong (1886-1958)   | 1948-1957    | CND    |
|           | Choi Jong Kun (1900-1976) | 1957-1972    | CND    |
|           | Kim Il-sung (1912-1994)   | 1972-1994    | CND    |

### Eeuwige President (1994-heden)
Toelichting: Na het overlijden van president Kim Il-sung werd besloten om hem de titel "Eeuwige president" toe te kennen
Zie ook: Eeuwig President van de Republiek
| President | President                            | Ambtstermijn | Partij |
| --------- | ------------------------------------ | ------------ | ------ |
|           | Kim Il-sung (gest. 1994) (1912-1994) | 1994-heden   | CND    |

### Vicepresidenten (1994-1998)
Toelichting: Tot 1998 werd het ambt van staatshoofd vervuld door de vicepresidenten
| Vicepresident | Vicepresident              | Ambtstermijn | Partij |
| ------------- | -------------------------- | ------------ | ------ |
|               | Park Sung-chul (1913-2008) | 1994-1998    | CND    |
|               | Li Jong-ok (1916-1999)     | 1994-1998    | CND    |
|               | Kim Jong Chu (1920)        | 1994-1998    | CND    |
|               | Kim Pyong Sik (1919-1999)  | 1994-1998    | CND    |